# Celiptera levina
Celiptera levina är en fjärilsart som beskrevs av Stoll 1781. Celiptera levina ingår i släktet Celiptera och familjen nattflyn. Inga underarter finns listade i Catalogue of Life.

## Bildgalleri

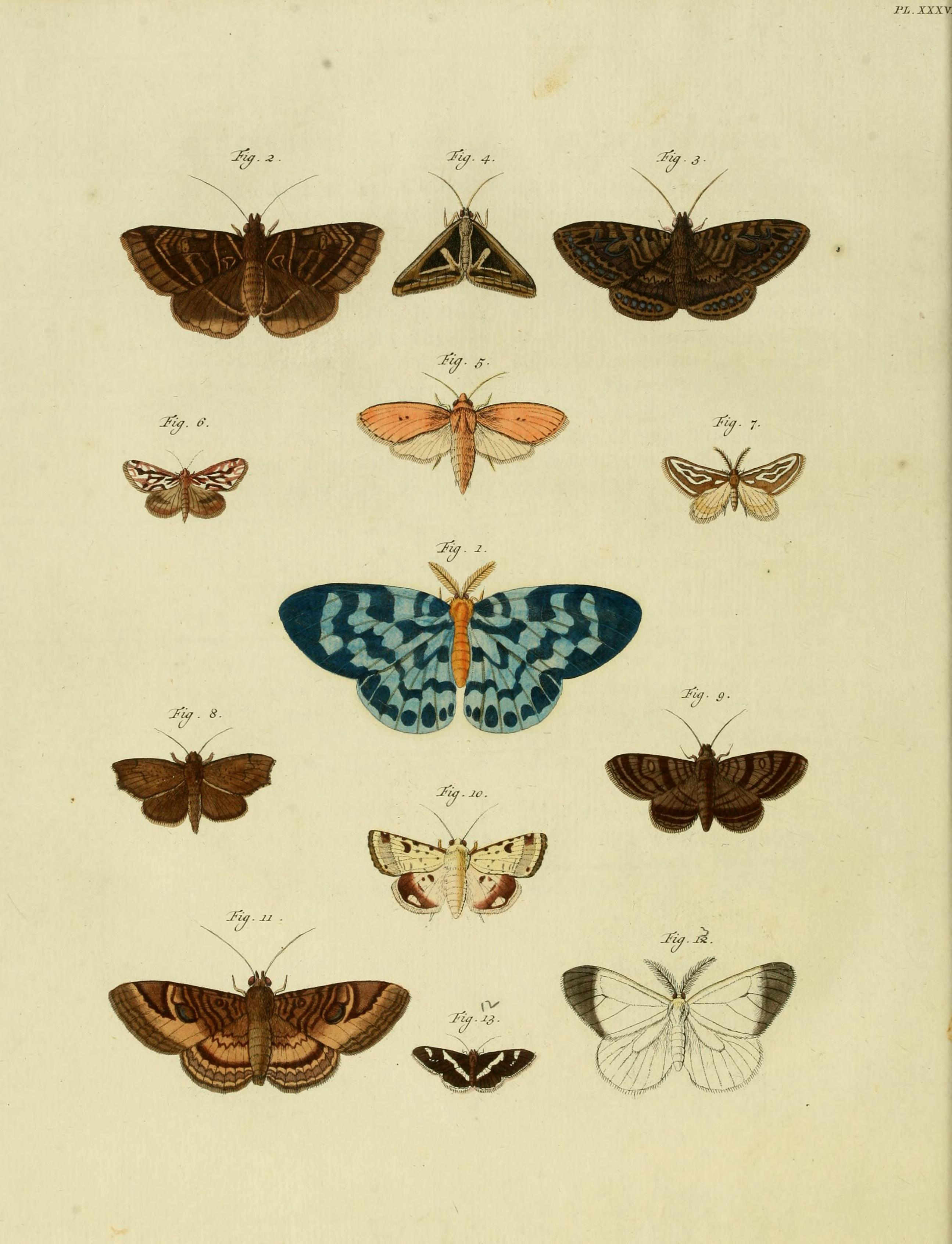
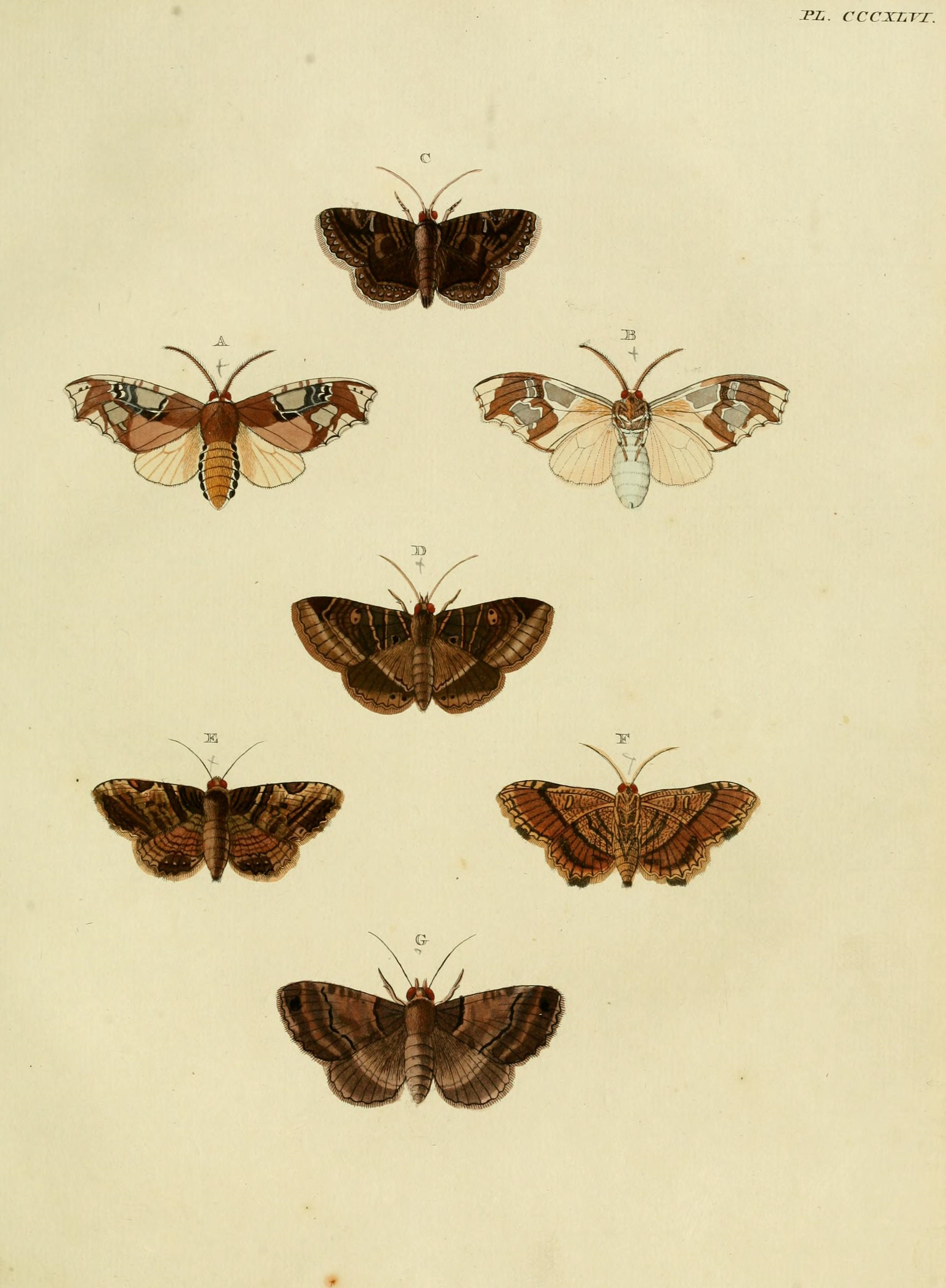